# 北欧投资银行
北欧投资银行 （英語：Nordic Investment Bank, NIB）是北欧五国成立的一家国际金融机构，总部位于芬兰赫尔辛基。波羅的海三國於2005年加入北歐投資銀行。

## 历史
1975年12月4日由北欧国家丹麦、芬兰、冰岛、挪威和瑞典签署合约，1976年6月1日合约生效，同年8月2日正式开始营业。1998年北欧五国签署修改后的新条约，1999年7月18日正式生效。2004年2月11日，波罗的海三国申请加入，2005年1月1日爱沙尼亚、拉脱维亚和立陶宛正式成为会员。成立40多年以来，累计投资过世界各地2200多个项目，加强了商务合作，投资活动和出口贸易。
2017年7月10日，国家开发银行与北欧投资银行在挪威举行战略合作签约仪式，双方出席代表为国家开发银行董事长胡怀邦和北欧投资银行董事长兼CEO亨利·诺尔曼（Henrik Normann）。

## 目的
北欧投资银行主要为能源、环保、交通、基础设施以及创新行业提供长期贷款，旨在加强成员国的竞争性和全球环境保护。目前中国是北欧投资银行成员国之外最大的贷款国。